# Día mundial anti-McDonald's
El Día Mundial Anti McDonald's nace en los años 80 por medio de la London Greenpeace en conjunto con otras organizaciones para institucionalizar un día de boicot y protesta contra la cadena multinacional de comida rápida McDonald's. El 16 de octubre (Día Internacional del Alimento decretado por la ONU en 1994) es conocido también como el día Anti McDonald's y fue justamente por esa efeméride que se eligió dicho día.

## Quejas justificadas
Varios trabajadores del gigante de la comida rápida en Reino Unido fundaron la red McDonald's Workers Resistance en señal de protesta mundial por:
- Bajos salarios
- Explotación laboral.
- Explotación animal
- Contribución con la obesidad en las personas

## Mención especial
El documentalista estadounidense Morgan Spurlock produjo, dirigió y protagonizó el documental de 2004 Super Size Me en el que aborda el tema de la obesidad en las personas que consumen comida chatarra de Mcdonald's y la consecuente depresión que provoca el consumo diario de dichos alimentos. 

## Política de «No atendemos a gente sin hogar»
De acuerdo con el periódico Manchester Evening News una joven de 19 años, Charlotte Farrow, intentó comprar algo de comida en McDonald's para un hombre sin hogar al que vio caminando en una de las calles de Mánchester, sin embargo, mientras estaban en la cola, el supervisor del restaurante les dijo que no se permitía atender a personas sin hogar como parte de "una nueva política".
Esa fue su actitud hacia el hombre.  Los dos éramos clientes, así que no debería haber ninguna diferencia, cuenta la joven.  Después de la controversia inicial, los dos fueron atendidos y pudieron comprar comida.  Mcdonald's, por su parte, ha pedido disculpas por la situación, afirmando que no existe tal política de negar el servicio a personas sin hogar.